# ليلي بوند
ليلي بوند (بالإنجليزية: LilyPond)‏ هو برنامج كمبيوتر وتنسيق ملف لنقش الموسيقى. يتمثل أحد أهداف LilyPond الرئيسية في إنتاج درجات محفورة بقواعد التخطيط التقليدية، مما يعكس العصر الذي تم فيه نقش الدرجات يدويًا.
LilyPond عبارة عن منصة مشتركة ومتاحة للعديد من أنظمة التشغيل الشائعة؛ تم إصداره بموجب شروط رخصة جنو العمومية، LilyPond هو برنامج مجاني وجزء من مشروع جنو.

## وصلات خارجية
- الموقع الرسمي